# Viviers-sur-Artaut
Viviers-sur-Artaut är en kommun i departementet Aube i regionen Grand Est (tidigare regionen Champagne-Ardenne) i nordöstra Frankrike. Kommunen ligger  i kantonen Essoyes som ligger i arrondissementet Troyes. År 2022 hade Viviers-sur-Artaut 120 invånare.

## Befolkningsutveckling
Antalet invånare i kommunen Viviers-sur-Artaut
Referens: INSEE